# Múscul vast medial
El múscul vast medial (musculus vastus medialis) o vast intern, és la porció més medial, és a dir, propera a la línia mitjana del cos, del múscul quàdriceps. Té forma de llàgrima; el seu origen està en la part inferior de la línia intertrocantèrica i acaba en la ròtula formant el tendó rotular o tendó patelar. Actua de manera coordinada amb les altres parts del quàdriceps en l'extensió de la cama, allunyant-la de la natja.
El vast medial i vast intermedi sembla estar units inseparablement, però es percep un estret interval que s'estén des de la vora interna de la ròtula cap amunt que corre entre els dos músculs. En alguns individus aquesta separació pot continuar fins a la línia d'inserció intertrocantèrica del fèmur, lloc on en molt rares excepcions els músculs estan separats.

## Insercions
El vast medial neix de la meitat inferior del trocànter major del fèmur, així com del llavi intern de la línia aspra, la part superior de la línia supracondilar interna, els tendons de l'adductor llarg i l'adductor major i de l'envà intermuscular interno.
Les fibres formen una massa forta unida a una forta aponeurosis que acompanya al múscul, de fet, de la profunda superfície de l'aponeurosi neixen moltes de les fibres del mateix múscul. Les fibres del vast medial acaben en un tendó que va a parar a la vora intern de la ròtula fusionant-se amb els tendons de la resta del quàdriceps, contribuint també amb una expansió de la càpsula que cobreix l'articulació del genoll.

## Irrigació i innervació
La irrigació sanguínia del vast medial la proveeixen branques de l'artèria femoral, la qual és continuació de l'artèria ilíaca externa. Sovint rep branques safenes de l'artèria genicular descendent. La innervació del múscul està donada per fibres del nervi femoral, el qual porta fibres dels nervis L2-L4.

## Accions
La contracció del vast medial estabilitza l'articulació del genoll i causa l'extensió de la cama, és a dir, allunya la cama de la natja. Les altres porcions del múscul quàdriceps crural són agonistes en les funcions del vast medial. Els músculs isquiotibials són antagonistes de les funcions del vast medial.